# Богарне, Александр де
Алекса́ндр Франсуа́ Мари́, вико́нт де Богарне́  (фр. Alexandre François Marie, vicomte de Beauharnais; 28 мая 1760, Фор-Ройяль [ныне Фор-де-Франс], Мартиника — 23 июля 1794, Париж, Франция) — французский аристократ, военный и политический деятель эпох позднего Старого порядка и Революции. Первый супруг (1779—1785) императрицы французов Жозефины, отец вице-короля Италии Эжена (Евгения) Богарне и королевы Голландии Гортензии Богарне.

## Биография
Третий сын губернатора Мартиники маркиза Франсуа де Богарне (1714—1800) и Марии-Анриетты Пивар де Шастюлле (1722—1767).
В 1775 году вступил 1-ю роту Королевских мушкетёров. После её расформирования стал суб-лейтенантом Саррского пехотного полка. В 1779 году получил чин капитана. Участник войны за независимость США. С 1784 года служил в Королевском Шампанском кавалерийском полку. В 1788 году получил чин майора.
13 декабря 1779 года женился на Марии-Розе-Жозефе Таше де ла Пажери. В браке родились сын — будущий вице-король Италии Эжен (Евгений) и дочь — будущая королева Голландии Гортензия. В 1785 году супруги развелись; тогда же у Богарне начался роман с маркизой де Шапелль. У них родилась дочь Мария-Аделаида (1786—1869).
В 1789 году избран дворянством провинции Блуа в Генеральные штаты. Из дворян одним из первых присоединился к депутатам от третьего сословия. Высказывался за отмену привилегий, допущение всех граждан к занятию государственных должностей, равенство всех сословий перед судом. Пытался утвердить неприкосновенность гражданских прав любого француза. Поддержал провозглашение Учредительного собрания депутатами от третьего сословия и был избран его секретарём. В 1791 году дважды был председателем Учредительного собрания.
Обострение политической борьбы, происходившее на фоне развала экономики, ухудшения жизненного уровня всех слоёв населения, падения дисциплины в армии, ожесточение нравов общества отдаляли Богарне от революции. Выступал против травли королевской семьи и дворянства. В 1790 году поддержал подавление солдатского восстания в Нанси. В период председательства Богарне в Учредительном собрании состоялось бегство Людовика XVI в Варенн. Когда 21 июня 1791 года стало известно о побеге короля из Парижа, Богарне удерживал депутатов Учредительного собрания от опрометчивых мер.
С приходом к власти жирондистов и роспуском Учредительного собрания, в чине генерал-адъютанта  отбыл из Парижа в Северную армию. Некоторое время, под командованием генерала де Кюстина, был комендантом лагеря в Суасоне. 7 сентября 1792 года произведён в бригадные генералы, 8 марта 1793 года — в дивизионные генералы.
23 мая 1793 года назначен командующим Рейнской армией с задачей деблокады осаждённого союзниками Майнца, но промедлил с наступлением, и крепость, не дождавшись помощи, капитулировала. 13 июля ему был предложен пост военного министра, от которого он отказался. 2 августа Богарне подал в отставку и поселился в своём поместье Ля-Ферте.
В разгар революционного террора, 2 марта 1794 года Комитет общественного спасения выдал приказ об аресте Богарне. Он был заключён в тюрьму Карм (бывший кармелитский монастырь в Париже). 21 апреля была арестована и заключена в ту же тюрьму и его жена Жозефина. По ложному обвинению в измене и содействии капитуляции Майнца Богарне был приговорён Революционным трибуналом к смертной казни и 23 июля, всего за четыре дня до Термидорианского переворота, гильотинирован на площади Революции в Париже.
- Александр де Богарне. Портрет работы неизвестного художника из круга Жака Луи Давида. Между 1791 и 1794
- Генерал Александр де Богарне с супругой Жозефиной, сыном Эженом и дочерью Гортензией. Картина работы Эктора Виже. 1867

## Образ в кино
- «Наполеон» (немой, Франция, 1927) — актёр Жорж Каюзак[фр.].